# Jimmy Greenspoon
James Boyd Greenspoon (Beverly Hills, 7 de febrero de 1948 – North Potomac (Maryland), 11 de marzo de 2015) fue un teclista  y compositor estadounidense, conocido sobre todo por ser miembro de la banda Three Dog Night.

## Biografía
Greenspoon nació y creció en Beverly Hills.  Su formación musical comenzó a los siete años con piano clásico animada por su madre, Mary O'Brian.  O'Brian fue una actriz de la época muda del cine, que tuvo algunos papeles como la de mujer de Buster Keaton en Battling Butler de 1926.  Greenspoon fue al Beverly Hills High School y tuvo a compañeros como Richard Dreyfuss, Bonnie Franklin y el productor musical Michael Lloyd. Lloyd y Greenspoon tuvieron su primer éxito en las listas con el grupo de surf The New Dimensions en 1963. Greenspoon asistió al Conservatorio de Música de Los Ángeles y estudió con el instructor de piano de la costa oeste, Harry Fields. Greenspoon tuvo una hija, Heather Greenspoon.
Greenspoon tocó junto a músicos de la talla como Linda Ronstadt, Eric Clapton, Jimi Hendrix, America, The Beach Boys, Beck, Bogert & Appice, Nils Lofgren, Lowell George, Kim Fowley, Donovan, Buddy Miles, Stephen Stills, Jeff Beck, Chris Hillman, Steve Cropper, Duck Dunn, James Burton, Hal Blaine, Leon Russell, The Wrecking Crew, Osibisa, Shaun Cassidy, Cheech & Chong y Redbone.
Greenspoon trabajó en el Sunset Strip en la década de los 60 para grupos como Sound of the Seventh Son y The East Side Kids. Sus bandasd residencia en The Trip, Stratford on Sunset (ahora The House Of Blues) Brave New World, Bidos Litos, Ciros y The Whiskey. A finales de 1966, Greenspoon se mudó a Denver, Colorado, con los miembros de The West Coast Pop Art Experimental Band y formó el grupo Superband. En 1968, Greenspoon regresó a Los Ángeles, donde conoció a Danny Hutton, y posteriormente formó Three Dog Night. 

### Otros emprendimientos
Greenspoon se desempeñó como consultor de entretenimiento y medios de comunicación con la Fundación Murry-Wood y compuso música original para las películas Fragment, producida por Lloyd Levin, United 93,  Hellboy,  Watchmen, Campo de sueños,  Predator, y Die Hard. Colaboró con el compositor Neil Argo.

## Muerte
En 2014, Greenspoon se le diagnosticó una melanoma metastásico y dejó de hacer giras con Three Dog Night. Murió a causa del cáncer en North Potomac (Maryland) a la edad de 67 años.